# Río Obstáculo
El Río Obstáculo es un curso natural de agua que fluye en la provincia Capitán Prat casi paralelo y no lejos de la frontera internacional de la Región de Aysén del General Carlos Ibáñez del Campo con dirección general norte hasta desembocar en el lago O'Higgins cerca de la localidad Candelario Mancilla.

## Historia
Luis Risopatrón lo describe en su Diccionario jeográfico de Chile (1924):: 600 
Obstáculo (Río). Presenta barranca casi verticales de más de 10 m de altura, que ofrecen un serio obstáculo al paso por la ribera S del lago San Martín.